# Romanel-sur-Lausanne
Romanel-sur-Lausanne este un oraș în Elveția.